# Causa di esclusione della colpevolezza
Le cause di esclusione della colpevolezza, o scusanti, sono figure, tipiche del diritto penale, il cui effetto è quello di escludere il dolo dell'agente in ragione di una circostanza anomala, concomitante alla commissione del fatto, tale da influire in modo irresistibile sulla volontà e sulle capacità psicofisiche del soggetto. In chiave dogmatica, tali figure rappresentano il corollario della teoria normativa della colpevolezza: nessun rimprovero potrà muoversi all'agente allorché egli abbia agito in presenza di una circostanza per la quale, nel caso concreto, non era esigibile da parte sua una condotta diversa da quella effettivamente posta in essere.

## In Italia
Nell'ordinamento italiano, le scusanti sono elencate tassativamente dal legislatore:
- lo stato di necessità (art 54 cp) ovvero l'aver commesso il fatto per esservi stato costretto dalla necessità di salvare sé o altri da un pericolo attuale di un danno grave alla persona. Può essere determinato anche dall'altrui minaccia: in tal caso del fatto commesso dalla persona minacciata risponde chi l'ha costretta a commetterlo. Secondo parte della dottrina, peraltro, lo stato di necessità integra in taluni casi una causa di giustificazione;
- l'errore di fatto (art. 47 c.p.), rectius errore sul fatto;
- l'errore inevitabile su legge penale, a seguito della dichiarazione di illegittimità costituzionale dell'art. 5 c.p. da parte delle sentenze n. 364 e 1085 del 1988;
- l'errore dell'ordine criminoso insindacabile (art. 51 c. 3 c.p.);
- violenza irresistibile (art. 46 c.p.), anche se taluni ritengono che il costringimento fisico escluda in radice il fatto tipico;
- eccesso colposo di legittima difesa ai sensi dell'art. 55 c.p. secondo comma.

Poiché tali figure hanno l'effetto di escludere il dolo, nei delitti previsti e puniti esclusivamente a titolo di dolo la punibilità risulterà esclusa, potendo tuttavia residuare una responsabilità colposa nei delitti previsti e puniti a titolo di colpa.
Possono inoltre considerarsi figure specifiche di scusanti:
- la provocazione nei delitti contro l'onore. Non è punibile chi ha commesso ingiuria o diffamazione nello stato d'ira determinato da un fatto ingiusto altrui, e subito dopo di esso. (art 599 co.2 cp)
- la necessità di salvare sé medesimo o un prossimo congiunto da un grave e inevitabile nocumento alla libertà e all'onore (art 384 co.1 cp, in relazione ad una serie di delitti contro l'amministrazione della giustizia)